# 토니 레인
토니 레인(Tony Lane)은 영국의 교회사학자이다.옥스퍼드 대학교에서 인문학 석사와 신학 박사학위를 취득했으며, 2008년 기준으로 런던신학교에서 역사신학 교수로 일하고 있다. 전문연구분야는 칭의론(Justification)과 종교개혁자 장 칼뱅연구(Calvin studies)이며, 학생들에게 기독교의 전통에 대해 알기 쉽게 가르치는 것을 목표로 교수활동을 하고 있다.

## 저서
- 《A Concise History of Christian Thought》-대한민국에서는 홍성사에서 2008년《기독교 인물사상사전》이라는 제목으로 역간하였다.
- 《John Calvin:Student of the Church Father》(장 칼뱅의 교부연구, 1999년)
- 《Justificathon by in Catholic-Protestant Dialogue》(가톨릭과 개신교간의 칭의토론, 2002년)